# Samuel Williams Inge
Samuel Williams Inge (* 22. Februar 1817 im Warren County, North Carolina; † 10. Juni 1868 in San Francisco, Kalifornien) war ein US-amerikanischer Jurist und Politiker (Demokratische Partei). Er war der Neffe von William Marshall Inge, einem Kongressabgeordneten aus Tennessee.

## Werdegang
Samuel Inge zog in das Greene County in Alabama, wo er öffentliche Schulen besuchte. Er studierte Jura, bekam seine Zulassung als Anwalt und fing dann in Livingston an zu praktizieren. Inge war in den Jahren 1844 und 1845 Mitglied im Repräsentantenhaus von Alabama. Er wurde in den 30. US-Kongress gewählt und in den nachfolgenden 31. US-Kongress wiedergewählt. Inge war im US-Repräsentantenhaus vom 4. März 1847 bis zum 3. März 1851 tätig. Während dieser Zeit hatte er den Vorsitz über das Committee on District of Columbia (31. US-Kongress) inne. Ferner nahm er an einem Duell mit Edward Stanly, einem Abgeordneten von North Carolina, in Bladensburg nahe Washington, D.C. teil, wo keiner ernsthaft verletzt wurde.
Nach Ablauf seiner Amtszeit nahm er seine Tätigkeit als Anwalt wieder auf. Inge wurde am 1. April 1853 von US-Präsident Franklin Pierce zum Bundesstaatsanwalt für den nördlichen Bezirk von Kalifornien ernannt. Er starb 1868 in San Francisco und wurde auf dem Mount Calvary Cemetery beigesetzt.